# Битва при Лаудун-Гілл (1307)
Битва при Лаудун-Гілл відбулася в травні 1307 року між шотландськими силами на чолі з королем Робертом Брюсом та англійцями, якими командував Аймер де Валенс, граф Пембрук. Це відбулося під Лаудун-Гілл, в Ерширі, і закінчилося перемогою короля Роберта. Це була перша велика військова перемога короля. В даний час поле бою перебуває на стадії досліджень, яке буде включено до Переліку історичних полів битв у Шотландії та охороняється організацією «Історична Шотландія» згідно з Шотландською політикою історичного середовища 2009 року.
Битва також зображена в історичному драматичному фільмі 2018 року «Король поза законом».

## Король-втікач
Король Роберт Брюс і Валенс вперше зустрілися в бою з рік до того, в битві при Метвені біля Перту, де нічний підступний напад Валенса призвів до розгрому шотландців. Армія Роберта була розбита швидким натиском Валенса, причому багато прихильників короля пали в бою або були страчені в полоні. Те, що залишилося від його війська, було вдруге розбите Макдугаллами з Лорна, союзниками англійців, у битві при Далрі . Як організована військова сила армія Шотландії припинила своє існування, і король перетворився на втікача.
На деякий час він знайшов притулок в замку Дунаверті поблизу Малл-Кінтайр, але після того, як його вороги наблизились до його сховку, він за деякими даними утік на острів Ратлін біля узбережжя Ольстера, а за іншими на Оркнейські острови.

## Повернення Короля Роберта Брюса
У лютому 1307 року король Роберт переправився з острова Арран у Ферт-Клайд до свого графства Керрік, в Ейрширі, висадившись біля Тернберрі, де він знав, що місцеві жителі будуть прихильні, але там, де всі оплоти утримували англійці . Він напав на місто Тернерберрі, де багато англійських солдатів були в гарнізоні, завдавши армії Англії багато смертей і здобувши значну кількість здобичі. Подібний наліт його братів Томаса і Олександра в Галлоуеї закінчився катастрофою на березі озера Лох-Райан. Армія ірландців та острівців Томаса та Олександра була знищена, і вони були потрапили в полон до Карлайла, де згодом були страчені за наказом Едуарда I. Король Роберт закріпився в гірських районах Керріка і Геллоуея.
Король Роберт добре засвоїв урок Метвена: ніколи більше він не дозволить потрапити в пастку сильнішого ворога. Його найбільшою зброєю було його глибоке знання про шотландську сільську місцевість, яке він використав на свою користь. Окрім того, що він добре використовував природний захист країни, він подбав про те, щоб його сили були якомога мобільнішими. Король Роберт тепер цілком усвідомлював, що рідко може розраховувати на те, щоб виграти англійців у відкритому бою. Його армія часто була малою за чисельністю та погано оснащеною. ЇЇ найкраще використовувати під час невеликих рейдів, що дозволять якнайкраще використовувати обмежені ресурси. По можливості урожай знищувався, а худоба виводилася з шляху наступу ворога, щоб обмежити його у відновлені своїх запасів та кормі для важких військових коней. Найголовніше з усього, король Роберт усвідомив сезонний характер англійських вторгнень.

## Лаудун-Гілл

Карта битви при Лаудун-Гілл

Король Роберт виграв свій перший невеликий успіх у Глен-Троолі, де він влаштував засідку на англійські сили на чолі з Еймером де Валенсом, атакуючи зверху валунами та стрільцями та змусивши їх відступити з великими втратами. Потім він пройшов через болота Далмеллінгтона до Мюіркерка, щоб з'явився на півночі Ейрширу на початку травня, де його армія була зміцнена свіжими новобранцями. Тут він незабаром зіткнувся з Еймером де Валенсом, командувачем основними англійськими силами в цьому районі. Готуючись зустрітися з ним, він зайняв позицію 10 травня на рівнині на південь від Лоудун-Гілл, шириною близько 500 ярдів і обмеженою по обидва боки глибокими болотами.
Брюс розвідав землю і зробив необхідніу підготовку до битви. Джон Барбур описує свої дії у своїй римованій хроніці:
| Ліві лапки | The king upon the other side, Whose prudence was his valour's guide, Rode out to see and chose his ground. The highway took its course, he found, Upon a medow, smooth and dry. But close on either side therby A bog extended, deep and broad, That from the highway, where men rode, Was full a bowshot either side. | Праві лапки |

Рядки Барбура також вказують на те, що король Роберт викопав три канави перед своїми людьми, за які англійцям доведеться боротися:
| Ліві лапки | He had three deep ditches made there For if he could not well prevail at meeting them at the first, He would have the second under his control, Or finally the third. | Праві лапки |

Єдиний підхід Валенса був дорогою через болото, паралельною канавам, викопаним людьми Роберта обабіч болота, що обмежувало його приміщення для атаки, а канави перед шотландцями ще більше заважали йому, ефективно нейтралізуючи його перевагу в чисельності.
Валенс був змушений атакувати вузько стиснутим фронтом вгору до ворожих списів. Це був бій, який чимось нагадував Битву на Стерлінзькому мості, з тим самим ефектом «фільтрації»:
| Ліві лапки | The king's men met them at the dyke So stoutly that the most warlike And strongest of them fell to the ground. Then could be heard a dreadful sound As spears on armour rudely shattered, And cries and groans the wounded uttered. For those that first engaged in fight Battled and fought with all their might. Their shouts and cries rose loud and clear; A grievous noise it was to hear. | Праві лапки |

Авангард англійських лицарів було зупинено ополченням шотландських списоносців, які фактично знищили англійських лицарів, коли вони знаходились на несприятливому грунті. Незабаром ополчення розгромило лицарів. Коли списоносці короля йшли вперед на неорганізованих англійських лицарів, вони билися з такою енергією, що тилові ряди почали панічно втікати. У бою загинула сотня, а може й більше англійських солдат. Еймеру де Валенсу вдалося врятуватися від різанини і втекти до замку Ботуелл.
Через три дні після битви при Лаудун-Гілл король Роберт переміг ще одну англійську армію під командуванням Гілберта де Клера, 8-й граф Глостера.

## Згадки в культурі
- Король поза законом, 2018